# Aritella
Aritella is een geslacht van rechtvleugeligen uit de familie krekels (Gryllidae). De wetenschappelijke naam van dit geslacht is voor het eerst geldig gepubliceerd in 1983 door Otte & Alexander.

## Soorten
Het geslacht Aritella omvat de volgende soorten:
- Aritella arinya Otte & Alexander, 1983
- Aritella benganea Otte & Alexander, 1983
- Aritella chidnaria Otte & Alexander, 1983
- Aritella cooma Otte & Alexander, 1983
- Aritella curtipennis Mjoberg, 1913
- Aritella derrilinea Otte & Alexander, 1983
- Aritella duldrana Otte & Alexander, 1983
- Aritella dumpalia Otte & Alexander, 1983
- Aritella fabria Otte & Alexander, 1983
- Aritella fulviceps Mjoberg, 1913
- Aritella girralonga Otte & Alexander, 1983
- Aritella gurrinya Otte & Alexander, 1983
- Aritella ilya Otte & Alexander, 1983
- Aritella jamberoo Otte & Alexander, 1983
- Aritella laticaput Chopard, 1951
- Aritella leengila Otte & Alexander, 1983
- Aritella munginia Otte & Alexander, 1983
- Aritella murwillumba Otte & Alexander, 1983
- Aritella omissa Gorochov, 1988
- Aritella ulmarra Otte & Alexander, 1983
- Aritella wurunga Otte & Alexander, 1983